# Athies, Somme
Athies là một thị trấn của tỉnh Somme, thuộc vùng Hauts-de-France, miền bắc nước Pháp.